# (2476) Andersen
Andersen és l'asteroide número 2476. Va ser descobert per l'astrònom Nikolai Txernikh des de l'observatori de Naütxni, el 2 de maig de 1976. La seva designació alternativa és 1976 JF2.